# Сива слуз
Сива слуз (енгл. Grey goo) је хипотетички сценарио краја света који укључује молекуларну нанотехнологију, у коме би неконтролисани самореплицирајући роботи конзумирали сву материју на Земљи градећи све више и више својих примерака. Овај сценарио је познат као екофагија (изједање животне средине).
Израз сива слуз се обично користи у контектсту научне фантастике. У најгорим могућим сценаријима (који захтева машине способне за свемирске летове), не би само Земљина материја била конзумирана и претворена у слуз (овде слуз означава огромну масу реплицирајућих наноробота без велике структуре, која може али и не мора да заиста буде у виду слузи), већ би се катастрофа ширила и на друге планете. Катастрофа би могла да буде узрокована намерним прављењем и пуштањем наноробота програмираних да конзумирају сву могућу материју (направа судњег дана), или случајном мутацијом у самореплицирајућим наномашинама које су намењене за друге сврхе, али дизајниране да делују у природном окружењу.
Макроскопске самореплицирајуће машине је први описао математичар Џон фон Нојман, и понекад се називају фон Нојмановим машинама.
Израз сива слуз је сковао пионир нанотехнологије, Ерик Дрекслер 1986, у кљизи Машине стварања (Engines of Creation).

## Даља литература
- Joseph, Lawrence E. (2007). Apocalypse 2012. New York: Broadway. стр. 6—. ISBN 978-0767924481.